# Госсен, Герман Генрих
Герман Генрих Госсен (нем. Hermann Heinrich Gossen; 7 сентября 1810, Дюрен, — 13 февраля 1858, Кёльн) — прусский экономист, первым математически обосновал основные принципы теории предельной полезности, автор законов Госсена.

## Биография
Госсен родился 7 сентября 1810 года в Дюрене Рейнской области, когда тот был оккупирован французами. Отец Георг Джозеф Госсен (15.12.1780—7.10.1847), сборщик налогов французской службы, и мать Мария Анна Мехтхильда (урождённая Шолль) (22.02.1768—29.06.1833), глубоко религиозный человек, воспитывали Германа и двух его братьев в строгой католической вере. В 1824 году семья переезжает в Муффендорф.
Начальное и среднее образование получил в нескольких немецких городах.
В 1829—1831 годах получил юридическое образование в Боннском университете, в 1831 году продолжил в обучение Берлинском университете, но через один семестр ему пришлось вернуться в Бонн из-за вспышки холеры в Берлине.
С октября 1834 года и до выхода на пенсию в 1847 году работает младшим юристом в прусской администрации Кёльна. В 1847—1849 годах работал в страховой компании в Кёльне.
В 1854 году он перенес брюшной тиф, а 1857 году туберкулёз лёгкого, из-за последствия которого он умер 13 февраля 1858 года в Кёльне.

## Память
Труд Госсена, опубликованный в 1854 году, не был оценен при его жизни, но уже в 1878 году экономист У. С. Джевонс признал его работу и сделал её известной.
В честь Госсена Союзом социальной политики с 1997 года вручается ежегодная премия Госсена.

## Основной вклад в науку
В своей книге «Развитие законов общественного обмена и вытекающих отсюда правил общественной торговли», опубликованной в 1854 году Госсен математически обосновал основные принципы теории предельной полезности. Он сформулировал два закона Госсена, которые во многом предвосхитили теоретические и математические построения Леона Вальраса, Уильяма Джевонса и других представителей математической школы.
Второй закон Госсена: «Человек получает максимум жизненного наслаждения, если он распределяет заработанные деньги между различными удовольствиями таким образом, что последний потраченный на каждое удовольствие атом денег приносит одно и то же количество наслаждения».
Важнейшие экономические процессы объяснял с позиции идеи максимума полезности. Эти законы рассматривали экономические взаимосвязи с математической точки зрения. По причине сложности языка написания и переполненностью многочисленными формулами его книга сохранилась в небольшом количестве экземпляров. С австрийской школой теорию Госсена связывает некоторые общие методологические принципы. Госсен и Менгер исходили из существования предельной полезности и предельной ценности. Однако Госсен строил теорию цен на основе предельной полезности, а Менгер на основе предельной ценности, что кардинально отличает их подходы к экономической теории.